# Хвалібоґово (Слупецький повіт)
Хвалібоґово (пол. Chwalibogowo) — село в Польщі, у гміні Стшалково Слупецького повіту Великопольського воєводства.
Населення — 82 особи (2011).
У 1975-1998 роках село належало до Конінського воєводства.

## Демографія
Демографічна структура станом на 31 березня 2011 року:
|          | Загалом | Допрацездатний вік | Працездатний вік | Постпрацездатний вік |
| -------- | ------- | ------------------ | ---------------- | -------------------- |
| Чоловіки | 36      | 7                  | 25               | 4                    |
| Жінки    | 46      | 10                 | 25               | 11                   |
| Разом    | 82      | 17                 | 50               | 15                   |